# エマニュエル・ドゥスルヴィル

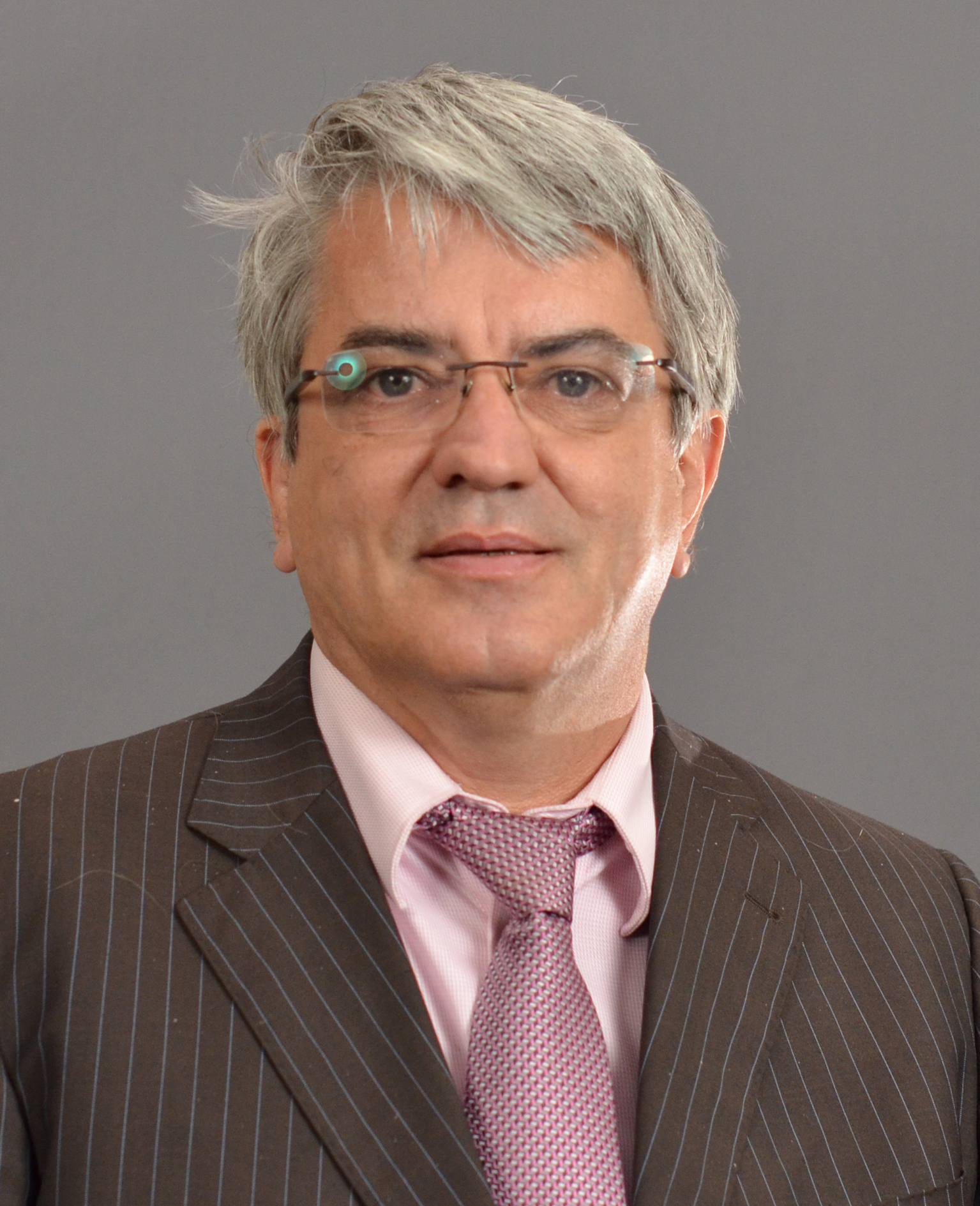
エマニュエル・ドゥスルヴィル(2012)

エマニュエル・ブノワ・ドゥスルヴィル（Emmanuel Benoit Desurvire、1955年6月7日- ）は、フランスの物理学者。主な業績はエルビウム添加ファイバー増幅器の開発。
1981年にパリ第6大学ピエール・エ・マリ・キュリー卒業。 1981年からニース大学でレーザーの増幅の研究を始め、その後はスタンフォード大学のポスドクとなった。1986年にベル研究所に移籍し、1990年コロンビア大学助教授となる。2000年にフランス企業「アルカテル」（Alcatel）の技術アカデミーのディレクター、2007年にタレス・グループの技術ディレクターに就任した。

## 受賞歴
- 1998年 ベンジャミン・フランクリン・メダル
- 2006年 トムソン・ロイター引用栄誉賞
- 2007年 ジョン・ティンダル賞
- 2008年 ミレニアム技術賞

## 参照
- Desurvire, Emmanuel 1955–